# 1980년 롯데 자이언트 시즌
1980년 롯데 자이언트 시즌은 롯데 자이언트가 실업리그에 참가한 5번째 시즌이다. 박영길 감독이 팀을 이끈 3번째 시즌으로, 팀은 전기 4차리그와 후기 4차리그를 제외한 모든 리그에서 최하위를 기록하며 크게 부진했는데  박영길 감독이 3월 18일 경리단전에서 유격수 정영기를 구원투수로 등판시켰지만 연속 6안타를 맞아 "판단 미스"란 혹평을 받았다. 백호기 준우승을 차지한 것이 유일한 소득이었다.

## 타이틀
- 세계야구선수권대회 은메달: 이해창

## 선수단
- 투수 : 남우식, 박노삼, 오태섭, 김현홍, 계형철
- 포수 : 이호영, 최정기
- 내야수 : 이기호, 우경하, 박승호, 김한근, 정영기, 윤병선, 천보성, 김인식, 차영화
- 외야수 : 정현발, 허규옥, 장정호, 이해창, 김성관, 정문섭

## 성적
- 전기 1차리그 최하위
- 전기 2차리그 최하위
- 부산시장기 예선 탈락
- 전기 3차리그 최하위
- 백호기 준우승
- 서라벌기 예선 탈락
- 후기 1차리그 리그 최하위
- 후기 2차리그 최하위
- 후기 3차리그 최하위
- 전국종합야구선수권대회 준우승

## 수상
- 이해창 : 백호기 감투상 & 타점왕 & 도루왕
- 윤병선 : 백호기 미기상

## 같이 보기
- 1981년 롯데 자이언트 시즌